# Lotte Bruil
Lotte Bruil (nacida como Lotte Jonathans, Den Bosch, 17 de septiembre de 1977) es una deportista neerlandesa que compitió en bádminton, en las modalidades de dobles y dobles mixto. Su esposo, Christiaan Bruil, también compitió en bádminton.
Ganó tres medallas en el Campeonato Europeo de Bádminton entre los años 2000 y 2004. Participó en dos Juegos Olímpicos de Verano, ocupando el quinto lugar en Sídney 2000 y el quinto en Atenas 2004, en la prueba de dobles.

## Palmarés internacional
| Campeonato Europeo | Campeonato Europeo    | Campeonato Europeo | Campeonato Europeo |
| Año                | Lugar                 | Medalla            | Prueba             |
| ------------------ | --------------------- | ------------------ | ------------------ |
| 2000               | Glasgow (Reino Unido) | Medalla de bronce  | Dobles             |
| 2002               | Malmö (Suecia)        | Medalla de bronce  | Dobles mixto       |
| 2004               | Ginebra (Suiza)       | Medalla de oro     | Dobles             |